# Роща (Свердловский район)
Роща — посёлок в Свердловском районе Орловской области. Входит в состав Никольского сельского поселения.

## География
Находится в лесистой местности, у истока р. Дейца, возле административных границ с Кромским районом.
Уличная сеть представлена одним объектом: ул. Зелёная.
Географическое положение
Расстояние до
районного центра посёлка городского типа Змиёвка: 20 км.
областного центра города Орёл: 33 км.
Ближайшие населённые пункты
Заречье 1 км, Философово 1 км, Никольское 2 км, Апухтино 2 км, Ануфриево 3 км, Малорыбинка 3 км, Красная Роща 3 км, Плота 4 км, Плоское 4 км, Репка 5 км, Реутово 5 км, Калинник 5 км, Ржавец 5 км, Приволье 5 км, Аболмазово 6 км, Беклемищево 6 км, Троицкое 6 км, Лыково 7 км, Ясная Поляна 7 км, Кулига 7 км, Козьминское 7 км

## Население
| 2010 |
| ---- |
| 12   |